# 恋するふたり (ニック・ロウの曲)
「恋するふたり」（原題： Cruel to Be Kind）は、ニック・ロウが1979年に発表した楽曲。

## 概要
本作品はブリンズリー・シュウォーツのメンバーであるニック・ロウとイアン・ゴムによって書かれ、グループ最後のアルバム『イッツ・オール・オーヴァー・ナウ』収録曲として録音された。しかしアルバムは発売されずに終わり、ブリンズリー・シュウォーツは1975年に解散した。
その後、1978年発売のニック・ロウのシングル「Little Hitler」のB面として発表された（ブリンズリー・シュウォーツのバージョンとは異なる）。
1979年、ロウは当時所属していたバンド、ロックパイルのメンバーと共に再録音。同年6月9日発売のセカンド・アルバム『Labour of Lust』の一曲目に本作品は収録された。8月17日にシングルカットされ、9月29日付のビルボード・Hot 100で12位を記録した。また本国イギリスではチャートの12位を記録した。
1981年、三遊亭圓丈が「恋のホワン・ホワン」というタイトルでカバーした（後述）。

## パーソネル
- ニック・ロウ - ベース、リード・ボーカル
- デイヴ・エドモンズ - ギター、バッキング・ボーカル
- ビリー・ブレムナー - ギター、バッキング・ボーカル
- テリー・ウィリアムズ - ドラムス

## ミュージック・ビデオ
当時ロウは、カントリー・ミュージックのシンガーソングライターのカーリーン・カーターとの結婚を控えていた。そこで本作品のミュージック・ビデオを作るにあたり、彼は結婚式の模様を撮影してしまえば一石二鳥だと考えた。結婚式はロックパイルのツアーが終わったあとの1979年8月18日、カーリーンのハリウッドの自宅で行われた。実際に両家の家族が集まり、デイヴ・エドモンズはリムジンの運転手、ビリー・ブレムナーはケーキ職人、テリー・ウィリアムズはカメラマンに扮した。バンドのメンバーはそれぞれユーモラスな演技を行っている。また、結婚式の前日に西ハリウッドのトロピカーナ・モーテルの庭で演奏のシーンが撮影された。
MTVが放送を開始した1981年8月1日、206本のミュージック・ビデオが流れたが、「恋するふたり」のビデオもその中に含まれていた。

## 恋のホワン・ホワン
1981年12⽉21⽇、落語家・三遊亭円丈（三遊亭圓丈）の初の歌唱楽曲としてトリオ・レコードからリリースした日本語カバー曲。同日に発売されたアルバム『リハビリテーション』からのシングルカット曲。日本語詞は有川正沙子、編曲は藤田大土が担当。サウンド・プロダクションは中村俊夫。
2008年に山下達郎がラジオ番組で流したことで再評価され、原曲とは異なる恋に浮足立つプラトニックな歌詞、円丈の独特の歌い方も相まって『CDジャーナル』は“カルト・クラシック”、“問題作”と表現している。
2011年9月、CLINCK RECORDSからアナログLPレコードとして再プレス。2018年1月24日にも、再リリースされた。2019年1月、ソリッドから発売されたアルバム『歌謡曲番外地トリオレコード【TV・ノヴェルティ篇】』にも収録されたほか、2019年4月17日にはCHILDISH TONES featuring ： 宇佐蔵べにが本作の歌詞でカバーしている。